# Кулига (Козьминское сельское поселение)
Кули́га — деревня в Ленском районе Архангельской области. Входит в состав Козьминского сельского поселения.

## География
Находится в юго-восточной части Архангельской области на расстоянии приблизительно 13 км на юг по прямой от административного центра поселения села Козьмино, на правобережье Вычегды.

## История
В 1859 году здесь (деревня Сольвычегодского уезда Вологодской губернии) было учтено 6 дворов.

## Население
Численность населения: 44 человека (1859 год), 0 как в 2002 году, так и в 2010.